# Llei dels esclaus fugitius de 1850 dels Estats Units

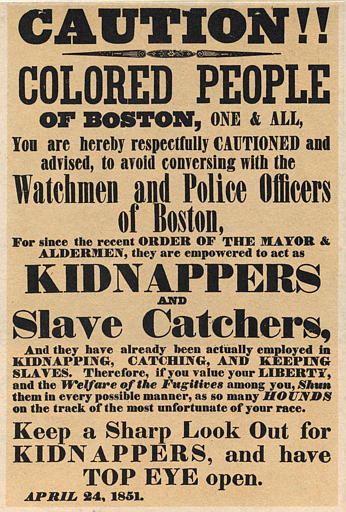
Pòster del 24 d'abril de 1851 que avisa als afroamericans de Boston de que els policies estan actuant com caçadors d'esclaus.

La Llei dels Esclaus Fugitius de 1850 (Fugitive Slave Law o Fugitive Slave Act) fou aprovada pel Congrés dels Estats Units el 18 de setembre de 1850 com una part del Compromís de 1850 i legisla una part dels acords entre els interessos dels esclavistes del Sud dels Estats Units i els dels partidaris de la llibertat dels esclaus del Nord dels Estats Units.
Aquesta llei fou un dels punts més controvertits del Compromís de 1850 i va augmentar els temors dels del Nord d'una "conspiració del poder esclavista". La llei requeria que tots els esclaus fugitius s'havien de capturar i tornar als seus propietaris i que els funcionaris i els ciutadans dels estats lliures havien de cooperar amb aquesta llei. Els abolicionistes van anomenar-la "Llei del gos" perquè s'utilitzaven gossos per a trobar els esclaus fugitius.

## Context
El 1843 hi havia centenars d'esclaus que s'escapaven cada any cap al Nord. Això provocava que la institució de l'esclavitud no era sostenible en els estats fronterers.
La Llei dels esclaus fugitius de 1793 dels Estats Units era una llei federal que fou escrita amb la intenció de reforçar l'Article 4 Secció 2 de la Constitució dels Estats Units que requeria el retorn dels esclaus fugitius. Aquesta llei obligava a les autoritats dels estats lliures del Nord que tornessin els esclaus fugitius als seus propietaris.
Molts estats del Nord volien eludir la Llei dels esclaus fugitius de 1793. Algunes jurisdiccions van legislar "lleis de llibertat personal" que obligaven a que els casos d'esclaus fugitius tinguessin un judici amb jurat popular; altres van prohibir l'ús de les presons locals o l'ajuda dels funcionaris de l'Estat en la detenció o retorn dels pressuposats esclaus fugitius. Hi va haver casos en els que els jurats es van negar a condemnar a persones acusades sota la llei federal.
La Cort Suprema de Missouri afirmava de manera rutinària que els esclaus que havien estat transportats voluntàriament pels seus propietaris als estats lliures si aquests s'hi volien quedar a viure permanentment o indefinitivament provocava que els esclaus adquirissin la seva llibertat. La Llei dels esclaus fugitius de 1793 tractava sobre els esclaus que havien fugit sense el consentiment dels seus amos. La Cort Suprema dels Estats Units va resoldre, en el cas de Prigg versus Pennsilvània (1842), que els estats no havien d'ajudar en la cacera o la captura dels esclaus escapats. Això va debilitar molt la llei.
Després de 1840, la població negra del Comtat de Cass (Michigan) va créixer ràpidament atreta perquè els quakers estaven en contra de l'esclavitud i pel baix preu de la terra. Els negres lliures i fugitius van trobar en aquest comtat un refugi. La seva bona fortuna va atraure l'atenció dels esclavistes del Sud. Entre el 1847 i el 1849, els grans propietaris dels comtats de Bourbon i de Boone hi van fer incursions per a capturar-hi esclaus fugitius. Aquests atacs van fracassar però el cas va contribuir a les demandes del Sud perquè s'enfortís les possibilitats de la persecució en la nova llei dels esclaus fugitius.

## La nova llei
La nova llei dels esclaus fugitius de 1850 era una resposta al debilitament que havia patit l'anterior. En aquesta nova, els funcionaris dels estats lliures que no arrestessin un suposat esclau fugitiu passava a ser castigat per una multa de 1.000 dòlars (que és més o menys uns 28.000 $ actuals. Tots els agents de l'ordre estaven obligats a detenir a les persones sospitoses que podien ser esclaus fugitius, si un propietari en feia només un testimoni jurat. L'esclau fugitiu, llavors, no podia gaudir de judici amb jurat popular ni testificar al seu favor.
Els propietaris dels esclaus només necessitaven demanar un afidàvit a un marshal federal perquè capturés un esclau. Llavors, qualsevol sospitós de ser esclau fugitiu no podia declarar en un judici i la llei va causar que es segrestessin molts esclaus lliures que van ser esclavitzats. Els suposats esclaus fugitius no es podien defensar en un judici.

### Anul·lació de la llei
El 1854 el Tribunal Suprem de Wisconsin es va convertir en l'únic tribunal superior de l'estat que va declarar la nova Llei dels esclaus fugitius inconstitucional degut a un cas relacionat amb els esclaus fugitius Joshua Glover i Sherman Booth i que el tribunal va resoldre a favor de Glover. El 1859, la Cort Suprema dels Estats Units va anul·lar la decisió de la Cort estatal en el cas Ableman versus Booth.
El novembre de 1850 a Vermont s'hi va aprovar la Habeas Corpus Law, que requeria que els funcionaris judicials i policials havien d'ajudar a capturar els esclaus fugitius. Aquesta llei va fer que la Llei federal dels esclaus fugitius no es pogués aplicar a Vermont i va causar una controvèrsia a nivell nacional. Fou considerada una "anul·lació" de la llei federal i els estats sudistes sospitaven que els estats lliures volien anu·lar altres aspectes de la llei federal, cosa que va provocar molts debats sobre l'esclavitud. El destacat poeta i abolicionista John Greenleaf Whittier va criticar aquesta llei. La controvèrsia Whittier va augmentar les reaccions dels esclavistes contra la llei de Vermont. El governador de Virgínia, John B. Floyd va advertir que l'anul·lació podria portar al suc cap a la secessió i el president Millard Fillmore va amenaçar amb l'ús de l'exèrcit per tal de fer complir la Llei dels esclaus fugitius a Vermont.
Al Nord va passar la Juri nullification (anul·lació del jurat). El Secretari d'Estat Daniel Webster era partidari de la llei de 1850. Aquest no va poder aspirar a la presidència del país i no va poder trobar una solució de compromís entre el Nord i el Sud. Webster va dirigir l'acusació contra els homes acusats de rescatar a Xadrac Minkins el 1851 quan uns funcionaris de Boston volien retornar l'esclau al seu propietari. Tot i això cap d'aquests homes fou condemnat. Webster va intentar fer complir una llei que era molt impopular al Nord i el seu Partit Whig no el va seleccionar quan va triar el candidat presidencial el 1852.

### Efectes i conseqüències
La llei dels esclaus fugitius va provocar les crítiques dels ciutadans del Nord antiesclavistes i van fer responsables les seves institucions del fet de reforçar l'esclavitud. Abolicionistes moderats es van veure a decidir-se si preferien enfrontar-se contra el que ells consideraven una llei injusta o trencaven amb les seves pròpies consciències i creences. Harriet Beecher Stowe va escriure La cabana de l'oncle Tom el 1852 que propugnava maldat de l'esclavitud.
Molts abolicionistes van criticar la llei obertament. Per exemple, el reverend Luther Lee, pastor de l'església metodista wesleiana de Syracuse (Nova York) va escriure el 1855:
| « | (català) Jo mai la obeiria. Jo he ajudat a trenta esclaus a escapar-se al Canadà durant l'últim mes. Si les autoritats volen alguna cosa de mi, la meva residència és al carrer Onondaga, 39. Jo ho admetria i ells hem podrien tancar a la presó; però si fessin una rucada com aquesta jo tinc prou amics a Onondaga County per arrasar-la abans del matí següent. | (anglès) I never would obey it. I had assisted thirty slaves to escape to Canada during the last month. If the authorities wanted anything of me, my residence was at 39 Onondaga Street. I would admit that and they could take me and lock me up in the Penitentiary on the hill; but if they did such a foolish thing as that I had friends enough on Onondaga County to level it to the ground before the next morning. | » |

Això estava lluny d'una retòrica buida. Molts anys abans, durant el rescat de jerry, els abolicionistes de Syracuse van ajudar a un esclau condemnat a tornar al Sud a escapar-se al Canadà. El cas d'Antony Burns fou un exemple dels intents fallits per part dels opositors de la llei dels esclaus fugitiu d'alliberar un esclau capturat. El cas de Shadrach Minkins (1851) i de Lucy Bagby (1861) també foren famosos, ja que la seva devolució al Sud el 1861 és important i al·legòrica, segons els historiadors. Els abolicionistes de Pittsburgh van organitzar grups per ajudar els esclaus fugitius que passaven per la ciutat, com en el cas del servent negre alliberat de la família Slaymaker que va ser rescatat per error pels abolicionistes negres al menjador de l'hotel.
També hi va haver opositors com la líder afroamericana Harriet Tubman que només va considerar la llei com una complicació més en la seva labor. Una altra conseqüència és que el Canadà va esdevenir un destí més important per als esclaus fugitius i la població negra d'aquest país va passar dels 40.000 als 60.000 entre el 1850 i el 1860 i molts esclaus fugitius van aconseguir la llibertat gràcies al Ferrocarril Subterrani. A Pittsburgh, per exemple, durant el setembre següent a l'aprovació de la llei, hi va haver esquadrons organitzats que van ajudar més de 200 esclaus fugitius a arribar al Canadà.
Amb l'esclat de la Guerra Civil dels Estats Units, el general Benjamin Franklin Butler va justificar la seva negació de retornar els esclaus fugitius perquè la Unió i els Estats Confederats d'Amèrica estaven en guerra: va confiscar els esclaus com si fossin contraband i els va alliberar perquè era una manera que la Confederació perdés treballadors.